# Trombeteiro
Trombeteiro ou íbis-rabilonga (Cercibis oxycerca) é uma ave pelecaniforme, campestre, da família dos tresquiornitídeos, nativa da região da Venezuela, Guiana, Colômbia e Brasil. Tais aves chegam a medir 70 cm de comprimento, com plumagem negro-esverdeada, região perioftálmica, bico e pernas vermelhos. Também é  conhecido pelo nome de tarã.